# Pinar del Hacho
El pinar del Hacho es un parque periurbano de Andalucía situado en una zona cercana al núcleo de la ciudad de Antequera (provincia de Málaga, España), de la que constituye su marco natural más cercano al suroreste. Fue inaugurado el 21 de marzo de 2003 y tiene una extensión de 84,7841 hectáreas.
La mayoría de la superficie del pinar de Hacho está cubierta por un pinar de repoblación de pino piñonero de unos 40 años de edad. Las comunidades vegetales acompañantes del pinar se corresponden a las subseries de matorral y de pastizal que caracterizan a la zona en función de su localización biogeográfica. Aparece una comunidad paraclimácica dominante constituida por el pinar de pino piñonero, que ha sustituido a la climácica del encinar basófilo bético. 
La fauna silvestre del espacio aparece dominada por las comunidades animales propias del bosque mediterráneo de coníferas de baja montaña, así como la ruderal y antropógena, dada la cercanía al núcleo urbano de Antequera. Por lo que se refiere al paisaje, presenta condiciones paisajísticas notables que lo dotan de un interesante valor tanto intrínseco como extrínseco. Es particularmente interesante la panorámica que puede observarse desde el Pinar sobre toda la vega de Antequera desde el borde norte del área, alcanzándose igualmente excelentes vistas sobre la ciudad.
La proximidad del espacio natural a la ciudad de Antequera y los valores naturales que encierra hacen que sea muy utilizado por sus habitantes como zona de esparcimiento y recreo. Por último, conviene resaltar la existencia de yacimientos arqueológicos ligados a este espacio, dos de ellos catalogados de tipo I por el PGOU que son la Torre del Hacho y el Arquillo de los Porqueros, así como un tercer yacimiento arqueológico de tipo III.
El espacio está surcado por la vía pecuaria de Antequera a Málaga, tratándose de un cordel con una anchura legal de 37,50 m que facilita el acceso al espacio, contribuyendo a su uso deportivo, recreativo, didáctico y ganadero.